# Вон, Иван Иннокентьевич
Иван Иннокентьевич Вон (2 февраля 1959 — 24 июля 2016) — советский тяжелоатлет и российский тренер по тяжёлой атлетике, чемпион СССР в полусреднем весе (1987). Мастер спорта СССР международного класса (1985). Тренер высшей категории (2011).

## Биография
Начал заниматься тяжёлой атлетикой в апреле 1977 года в Чимкенте под руководством Альберта Цоя. В 1980 году переехал в Москву, где продолжил тренироваться у Анатолия Котова, а с 1983 года с ним работал Александр Аносов. В 1984 году выиграл соревнования на Кубок СССР.
Во второй половине 1980-х годов был одним из ведущих советских атлетов полусреднего веса. В 1986 и 1990 годах становился призёром чемпионата СССР, а в 1987 году — чемпионом СССР в весовой категории до 75 кг.
В 1990 году завершил свою карьеру. В 2000 году занялся тренерской деятельностью в спортивной школе Московского городского физкультурно-спортивного объединения (МГФСО). В 2003–2009 году работал в  Специализированной детско-юношеской школе олимпийского резерва по тяжёлой атлетике «Юность Москвы». В дальнейшем вернулся в МГФСО.
Наиболее известным учеником Ивана Иннокентьевича Вона является олимпийский чемпион Дмитрий Берестов, которого он тренировал с 2000 по 2003 год. В 2006–2009 годах работал с призёром чемпионатов России Асланом Баматалиевым.